# La Cooperativa - El Casino
La Cooperativa - El Casino és una obra del municipi d'Artés (Bages) inclosa en l'Inventari del Patrimoni Arquitectònic de Catalunya.

## Descripció
Es tracta d'un edifici de planta irregular (gairebé la meitat d'un semicercle) que aprofita l'espai del xamfrà que forma la carretera de Prats quan tomba cap a Sabadell. Consta de tres plantes separades per un petit fris. La primera planta té poques ornamentacions i poques obertures. Alberga avui una botiga.
L'estructura de la segona i la tercera planta és idèntica. Cada planta és composta per cinc balcons i quatre finestres intercalades, essent les finestres del pis superior una mica més petites.
Tant les finestres com els balcons tenen una motllura a la part superior, sostinguda per una petita mènsula a cada banda, amb motius florals.
S'acaba en terrat. L'arrebossat de l'edifici es troba en molt mal estat.

## Història
Segons la reixa de la porta d'entrada l'edifici dataria del 1902. va ser la seu del "Casino Artesenc"(1907) ocupant-hi la segona planta. El sector de població que en formava part era en treballadors de la fàbrica de can Berenguer i políticament estava identificat amb la lliga. Sembla que la fàbrica també ajudava econòmicament a la seva subsistència (a més de les quotes dels socis).
L'entitat s'organitzava a l'entorn d'un cafè i d'una sala d'espectacles oberta per aprendre a ballar tots els dies; també s'hi assajava teatre. Comptava amb una bona biblioteca (cremada el 1936), ball, cinema, orfeó...
El casino va desaparèixer en ser saquejat l'any 1936. Es convertí en la seu del comitè antifeixista i després de la guerra fou el local de la falange espanyola tradicionalista. S'hi va instal·lar el cine Oriente i als baixos la "Cooperativa la Reguladora".
L'any 2011 ja hi havia un edifici recent que substituïa l'antic.